# Rittergut Burgtonna

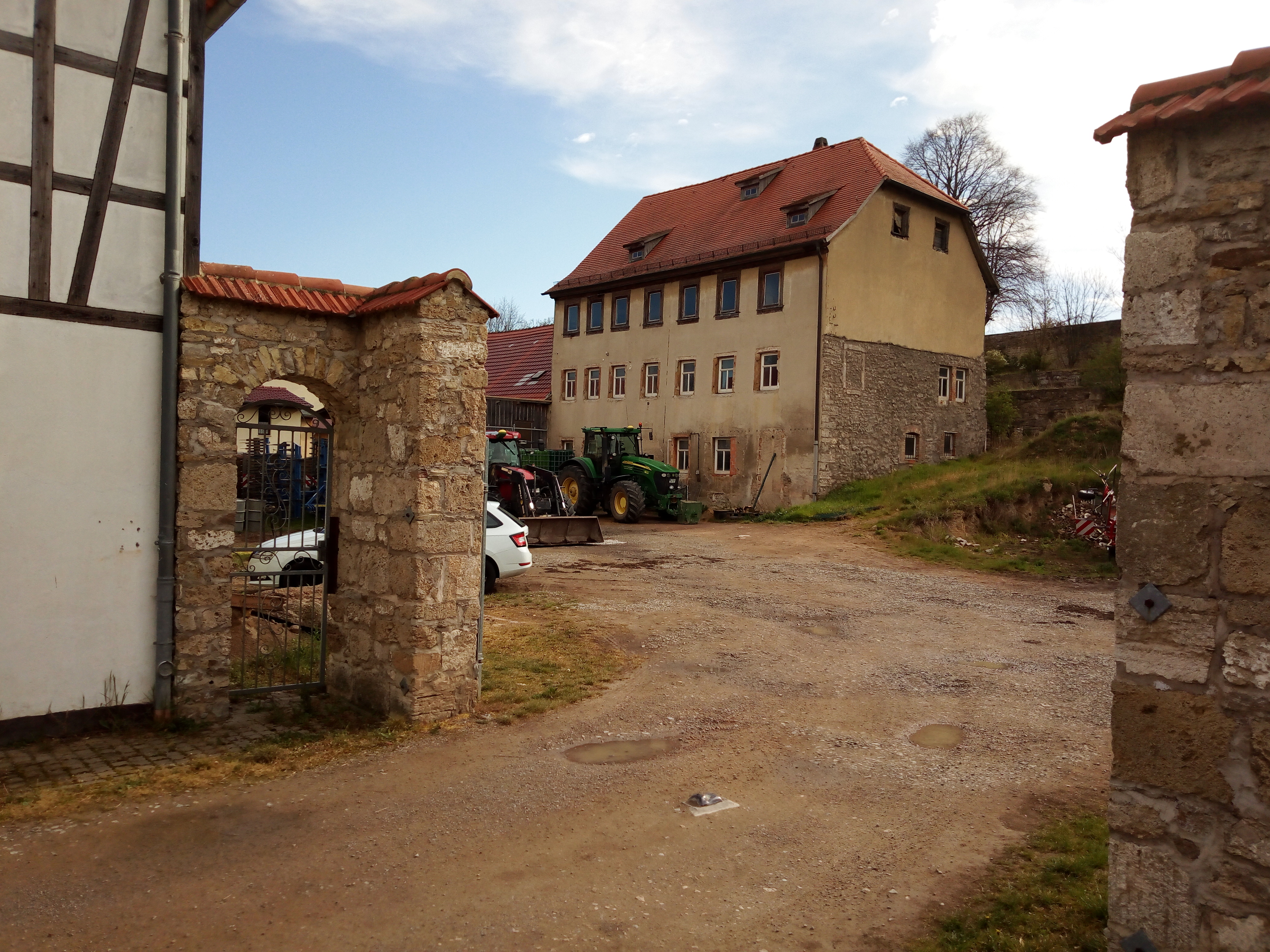
Burgtonna, Rittergut

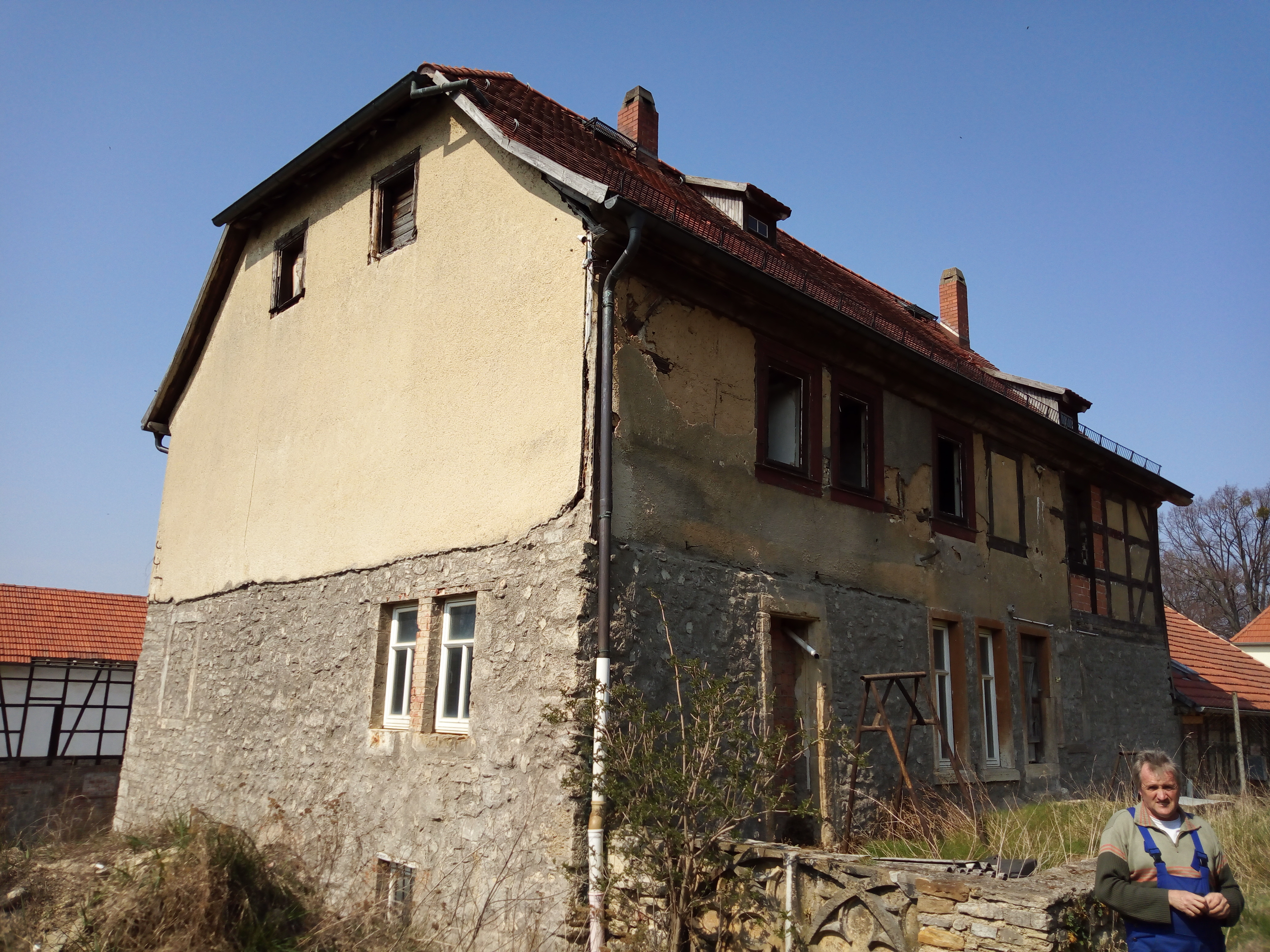
Hauptgebäude

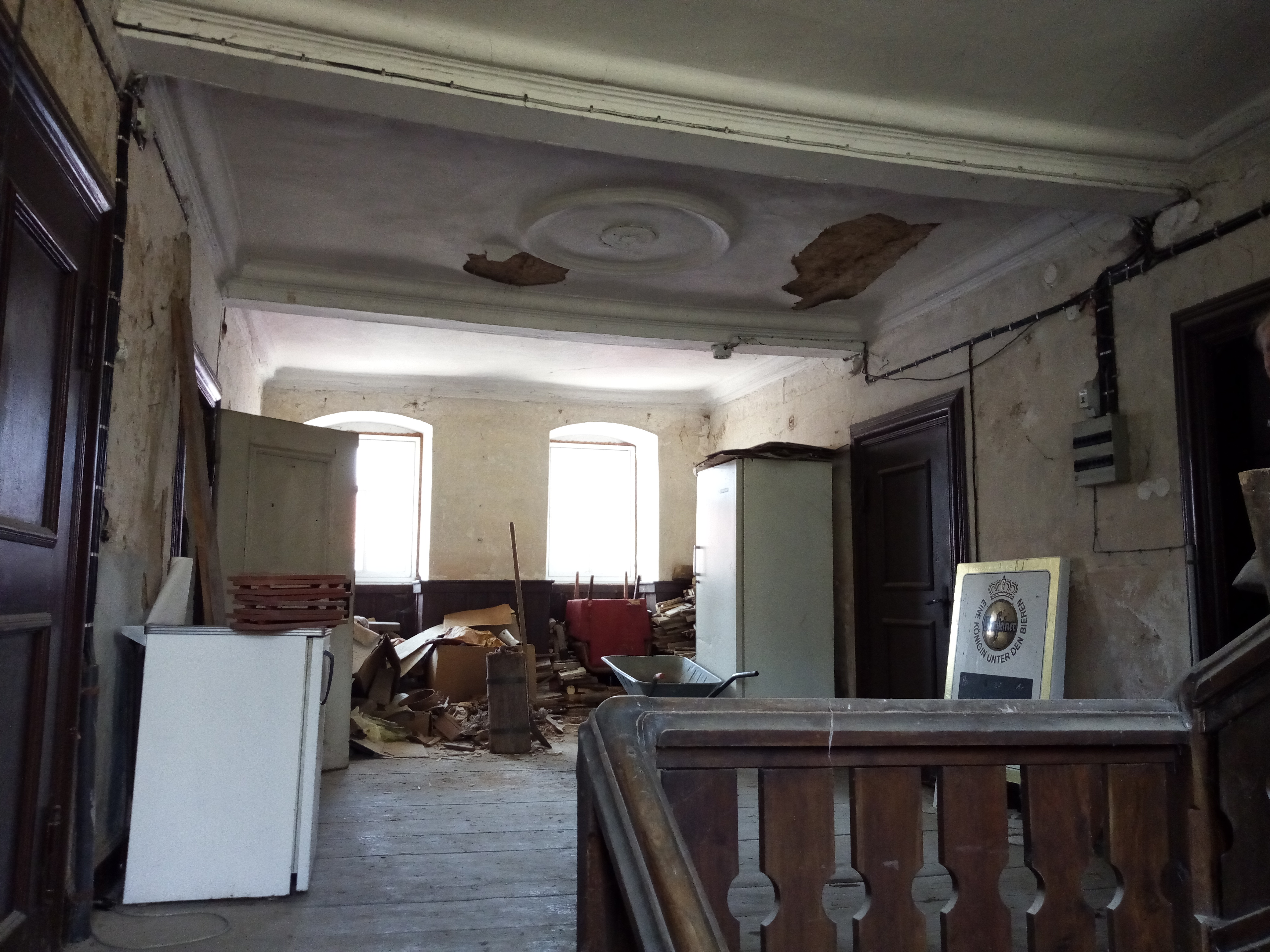
Treppenhaus im Hauptgebäude

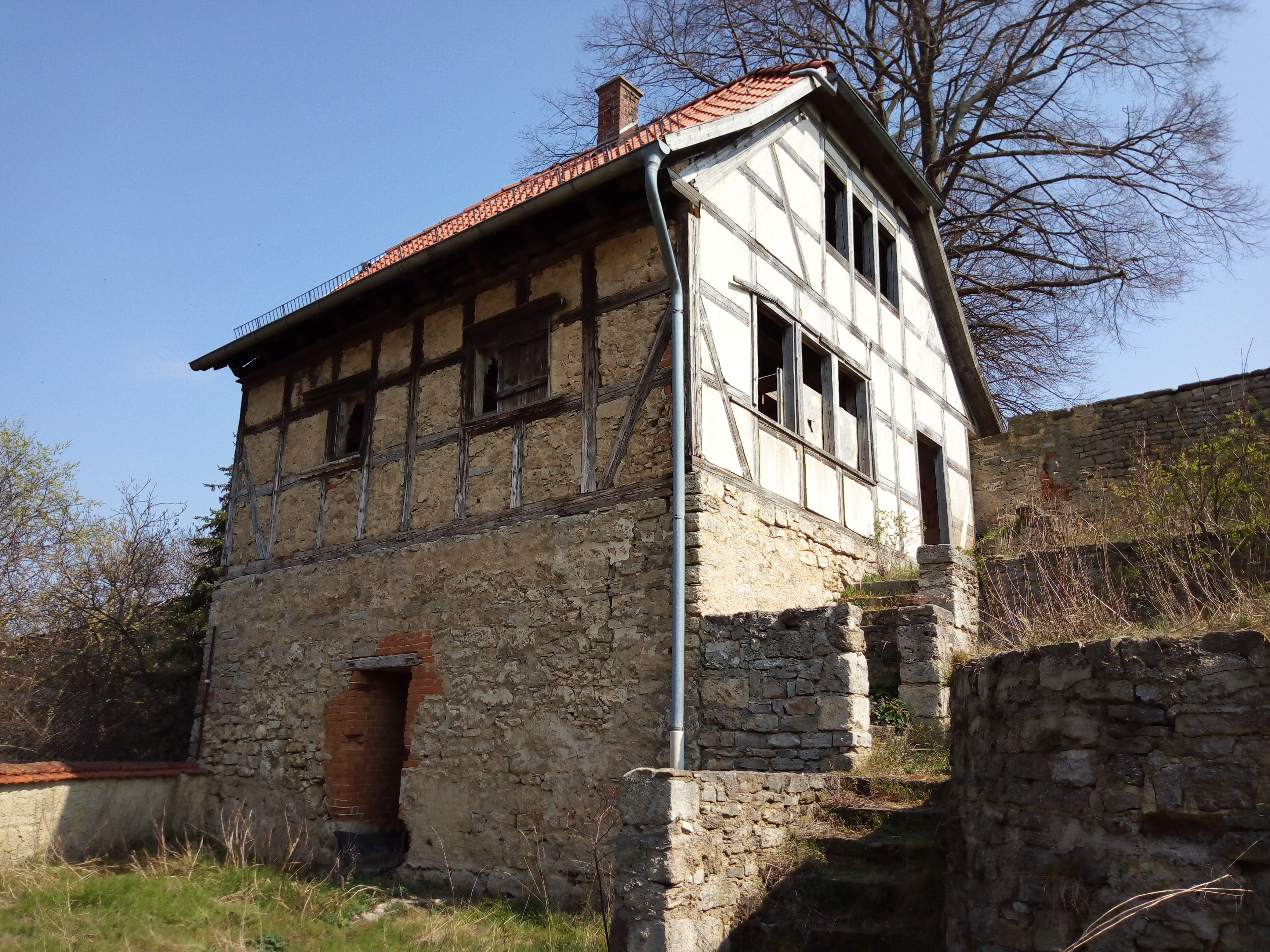
Nebengebäude

Bei dem Rittergut Burgtonna handelt es sich um ein Am Wasser 137 im Ortsteil Burgtonna der Gemeinde Tonna, Thüringen gelegenes ehemaliges Rittergut. Das Hauptgebäude und ein Nebengebäude stehen unter Denkmalschutz und sind in die Liste der Kulturdenkmale in Tonna eingetragen.

## Geschichte
Das Wohngebäude wurde um 1450 als Bruchsteinbau errichtet. Im 17. Jahrhundert erfolgten eine Aufstockung durch ein Fachwerkgeschoss und der Bau eines neuen Daches mit Krüppelwalmen. In diesem Zusammenhang wurden offenbar auch im Erdgeschoss und ersten Obergeschoss die Fenster vergrößert und als hochrechteckige Rechteckfenster mit Werksteingewänden neu gestaltet.
1918–23 erwarb Georg Kossenhaschen (1868–1931) das Anwesen einschließlich 132 ha Land.
Im Zuge der Bodenreform in Deutschland nach dem Zweiten Weltkrieg wurde das Gut auf Grundlage des SMAD-Befehl Nr. 209 enteignet und aufgeteilt, wobei eine Grenze mitten durch das ehemalige Herrenhaus gezogen wurde.
Die drei nördlichen Grundstücksteile wurden an einen Landwirt veräußert. Dach und beide Obergeschosse des nördlichen Teils des Herrenhauses wurden weitgehend abgebrochen. Ein weiterer Abriss unterblieb jedoch, da das Haus zur Unterbringung von Flüchtlingen aus den ehemals deutschen Ostgebieten und ausgebombten Städten benötigt wurde. Das Erdgeschoss wurde mit einem neuen Satteldach versehen.
Die südlichen Grundstücke mit dem südlichen Herrenhausteil, einem Gartenhaus und Nebengebäuden gelangten nach der Wende in das Eigentum der Gemeinde. Herrenhaus und Gartenhaus wurden unter Denkmalschutz gestellt und die Gemeinde ließ deren Dächer und am Hauptgebäude auch die Fenster erneuern. Im straßenseitigen Nebengebäude Am Wasser 137c wurde ein Heimatmuseum eingerichtet, das 1999 eingeweiht wurde.

## Schriftquellen
- Angela Nitschke: Untersuchungsbericht Rittergut Burgtonna (bauhistorisches Gutachten), Erfurt 1993
- Marianne Rose: Verkehrswertgutachten Rittergut Burgtonna, Erfurt 2017
- Gabriele Böttcher: Nutzungskonzeption Gut Burgtonna (Planungsgutachten), Bad Langensalza 2013